# Chukwudi Iwuji
 (mai 2015).
Si vous disposez d'ouvrages ou d'articles de référence ou si vous connaissez des sites web de qualité traitant du thème abordé ici, merci de compléter l'article en donnant les références utiles à sa vérifiabilité et en les liant à la section « Notes et références ».
Chukwudi Iwuji, généralement abrégé en Chuk Iwuji ou en Chuck Iwuji, est un acteur britannico-nigérian, né le 15 octobre 1975 au Nigeria.

## Filmographie

### Cinéma
- 2009 : Exam : Noir
- 2017 : John Wick 2 : Akoni
- 2020 : La Mission : Charles Edgefield
- 2023 : Les Gardiens de la Galaxie Vol. 3 : le Maître de l'évolution
- 2025 : Play Dirty de Shane Black

### Télévision
- 2011 : Doctor Who (saison 6) : Carl
- 2018 : Quantico épisode Heaven's Fall : Dante Warick
- 2019 : Dynasty (saison 3) épisode Au quart de tour : Landon
- 2019 : Designated Survivor (saison 3) : Dr Eli Mays
- 2019 : Dans leur regard : Colin Moore
- 2021 : The Underground Railroad : Mingo
- 2022 : Peacemaker : Clemson Murn / Ik Nobe Lok
- 2024 : Evil : Père Dominic Kabiru (saison 4)
- 2024 : The Day of the Jackal